# Могіляни (гміна)
Гміна Могіляни (пол. Gmina Mogilany) — сільська гміна у південній Польщі. Належить до Краківського повіту Малопольського воєводства.
Станом на 31 грудня 2011 у гміні проживало 12663 особи.

## Площа
Згідно з даними за 2007 рік площа гміни становила 43.55 км², у тому числі:
- орні землі: 72.00%
- ліси: 14.00%

Таким чином, площа гміни становить 3.54% площі повіту.

## Населення
Станом на 31 грудня 2011:
| Опис     | Загалом | Загалом | Чоловіки | Чоловіки | Жінки | Жінки |
| -------- | ------- | ------- | -------- | -------- | ----- | ----- |
| одиниця  | осіб    | %       | осіб     | %        | осіб  | %     |
| все      | 12663   | 100     | 6161     | 48.65    | 6502  | 51.35 |
| міське   | 0       | 100     | 0        |          | 0     |       |
| сільське | 12663   | 100     | 6161     | 48.65    | 6502  | 51.35 |

## Сусідні гміни
Гміна Могіляни межує з такими гмінами: Мисьленіце, Сеправ, Скавіна, Сьвйонтники-Гурне.